# Lingueglietta
Lingueglietta est une frazione de la commune italienne de Cipressa située dans la province d'Imperia. Village caractéristique de la Ligurie occidentale il est distingué comme l'un des plus beaux villages d'Italie,.